# Банни-хоп

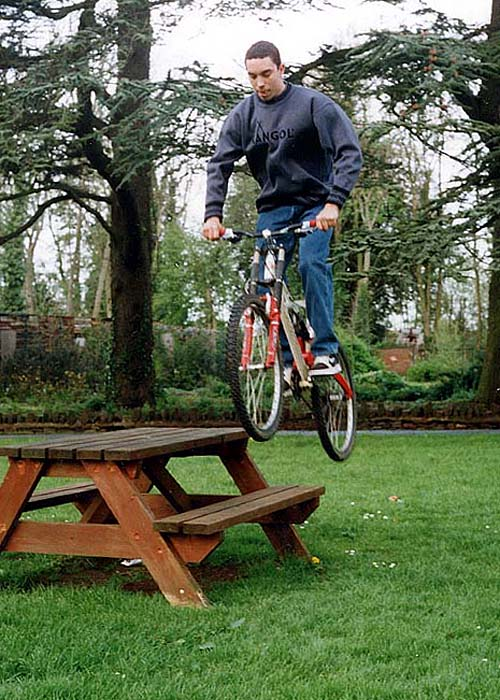
Банни-хоп на горном велосипеде

Ба́нни-хо́п (англ. bunny hop, в велосипедном сленге «банник») — прыжок на велосипеде. Банни-хоп является базовым трюком, освоение которого необходимо для выполнения более сложных трюков. Банни-хоп позволяет преодолевать препятствия и запрыгивать на них, и может использоваться не только в прыжковых дисциплинах (стрите или триале), но и в гоночных, например, кросс-кантри.
Техника выполнения банни-хопа заключается в резком поднимании ("выдёргивании") переднего колеса и последующего подтягивании к нему заднего. Таким образом достигается максимальная высота прыжка, которая фактически достигает высоты, на которую поднимается переднее колесо. Приземление осуществляется либо на заднее колесо, либо на два одновременно. Прыжок двумя колесами одновременно не является банни-хопом. Техника банни-хопа похожа на технику олли в скейтбординге.